# Alida Withoos
Alida Withoos, née en 1659 ou en 1660 à Amersfoort ou à Amsterdam, et morte en 1699 ou après 1715 à Hoorn, est une artiste botanique et une artiste-peintre. Elle est la fille du peintre Matthias Withoos.

## Biographie
Selon le Bénézit, Alida Withoos est née e 1659 ou 1660 à Amersfoort, ou en 1661, selon Balkema c'est à Amsterdam. Elle est la fille et l'élève de Matthias Withoos,.
Elle peint des fleurs, des fruits et des insectes. En 1701, elle épouse le peintre Andries Cornelisz van Dalen (1672 - 1741) et arrête apparemment de peindre puisque plus aucune œuvre d'elle n'est répertoriée après son mariage
Elle est morte à Hoorn, selon Balkema en 1699, et selon le Bénézit après 1715 ou en 1730.